# Caudron G.2
Le Caudron G.2 était un biplan français monomoteur construit par Caudron, utilisé pendant la Première Guerre mondiale comme avion de reconnaissance et d'entraînement.